# بيتر فريد
بيتر فريد (بالإنجليزية: Peter Freed)‏ هو مصور أمريكي، ولد في 8 يونيو 1953.